# Дубівська сільська рада (Жмеринський район)
```

```

| Ду́бівська сільська́ ра́да — сільська рада у Жмеринському районі Вінницької області з адміністративним центром у селі Дубова. Загальна площа землі в адмінмежах Дубівської сільської ради — 1,87 км². Сільській раді були підпорядковані населені пункти: - с. Дубова |

## Склад ради
Рада складалася з 12 депутатів та голови.

## Керівний склад сільської ради
| ПІБ                            | Основні відомості                                                                 | Дата обрання | Дата звільнення |
| ------------------------------ | --------------------------------------------------------------------------------- | ------------ | --------------- |
| Юрченко Василь Іванович        | Сільський голова, 1948 року народження, освіта, член Народно-демократичної партії | 26.03.2006   | 31.10.2010      |
| Огренчук Володимир Миколайович | Сільський голова, 1972 року народження, освіта вища, безпартійний                 | 31.10.2010   |                 |

Примітка: таблиця складена за даними джерела